# Hayemsche Lösung
Die Hayemsche Lösung (Syn. Hayem-Lösung) wird für die Zählung der roten Blutkörperchen (Erythrozyten) in der Neubauer-Zählkammer verwendet. Sie dient dazu, die Erythrozyten zu behandeln und Aggregationen (Zusammenballungen) zu verhindern.

## Zusammensetzung
Die Hayemsche Lösung enthält Quecksilber(II)-chlorid (Sublimat), Natriumsulfat,  Natriumchlorid und destilliertes Wasser. Die Osmolarität der Lösung liegt bei maximal 729 mOsmol/l. Durch das Quecksilber(II)-chlorid wird die Lösung haltbar gemacht. Die Lösung enthält eine hohe Konzentration an SO42−-Ionen aus dem Natriumsulfat. Es kommt zu einer Erhöhung der negative Ladung der Erythrozytenoberfläche. Die Aggregation der Erythrozyten wird dadurch vermindert. Dadurch verteilen sie sich gleichmäßig in den einzelnen Feldern der Zählkammer. Die hohe Konzentration des Natriumchlorids erhöht die Osmolarität der Lösung. Es kommt daher zu einem Schrumpfen der Erythrozyten, so dass diese unter dem Mikroskop besser zu erkennen sind.

## Namensgebung
Benannt ist die Hayemsche Lösung nach dem französischen Hämatologen Georges Hayem (1841–1933), der diese Lösung erstmals beschrieb.